# La scomparsa di mia madre
La scomparsa di mia madre è un film del 2019 diretto da Beniamino Barrese e presentato al Sundance Film Festival nel 2019.
Film documentario dedicato alla top model Benedetta Barzini (1943), prima modella italiana a comparire nel 1963 su Vogue America per volere della leggendaria fashion editor Diana Vreeland e musa di fotografi e artisti come Irving Penn, Richard Avedon, Andy Warhol e Salvador Dalì. Il docu-film è realizzato dal figlio Beniamino Barrese (1986), all'esordio come regista di un lungometraggio.

## Trama
Benedetta Barzini, a 75 anni, decide di ritirarsi dalla vita mondana e dal jet set, dalla vita pubblica ma anche da quella privata e di ritirarsi in un "luogo lontano dove scomparire". Prima di farlo, vuole lasciare un documento filmato di sé stessa aiutata dal figlio regista Beniamino Barrese.
"Ho passato la vita a filmare e fotografare mia madre, senza sapere perché. È stata la mia prima modella, la mia preferita. Quando mi ha detto di aver deciso di andarsene e di non tornare mai più, ho capito che non ero pronto a lasciarla andare".

(Beniamino Barrese)

## Accoglienza
Il film ha ottenuto 1 candidatura agli European Film Awards 2019 mentre è stato premiato al Biografilm Festival dello stesso anno.
In Italia al, Box Office, il film ha incassato 53,7 mila euro.